# HTMS Krabi (OPV-551)
HTMS Krabi (OPV-551) là một tàu tuần tra (OPV) của Hải quân Hoàng gia Thái Lan. Tàu là biến thể của tàu tuần tra lớp River, và được đóng mới bởi Mahidol Adulyadej Naval Dockyard, với thiết kế và hỗ trợ Chuyển giao công nghệ từ BAE Systems Surface Ships. Công trình bổ sung đã diễn ra tại Nhà máy Đóng tàu Mahidol Hoàng gia Thái Lan ở Sattahip.

## Đóng tàu
Hợp đồng xây dựng  Krabi  đã được ký vào tháng 6 năm 2009, and construction began in August 2010. Krabi được ra mắt vào ngày 3 tháng 12 năm 2011 trong một buổi lễ có sự tham dự của công chúa Maha Chakri Sirindhorn. After launch, she began outfitting, and is expected to enter service in 2013. Hải quân Thái Lan có kế hoạch sử dụng "Krabi" để tuần tra khu vực đặc quyền kinh tế của Thái Lan cũng như bảo vệ nguồn lợi cá và tài nguyên thiên nhiên và cứu trợ thiên tai.
Krabi có chiều dài 91 m, và được trang bị một khẩu pháo chính Oto Melara 76 mm và hai súng trường MSI 30mm để phòng thủ, cũng như súng máy. Nó có thể điều hành trực thăng AgustaWestland AW139 bay từ một sân bay 20 mét (66 ft). Tốc độ tối đa của tàu dự kiến sẽ đạt 25 hải lý trên giờ (46 km/h; 29 mph), và cô ấy được cung cấp bởi hai động cơ diesel MAN 16v 28/33D, 7,2 mêgawatt (9.700 hp). Nó được trang bị một hệ thống radar Thales Variant, một hệ thống radar kiểm soát hỏa lực Thales Lirod Mk2 và hệ thống quản lý chiến đấu Thales Tacticos.

## Lịch sử hoạt động
Vào tháng 10 năm 2013, Krabi đã tham gia Duyệt binh Hạm đội quốc tế 2013 tại Sydney, Australia. Tháng 5 năm 2016, Hải quân Hoàng gia Thái Lan cho biết họ đang có kế hoạch triển khai các trực thăng H145M mới từ HTMS Krabi với 202 Hải đội.